# The Dream Merchant Vol. 2
Albums de 9th Wonder
Dream Merchant Vol. 1
(2005) The Wonder Years
(2011)
The Dream Merchant Vol. 2 est le deuxième album studio de 9th Wonder, sorti le 9 octobre 2007.
L'album s'est classé 32e au Top Heatseekers et 70e au Top R&B/Hip-Hop Albums.

## Liste des titres
| No  | Titre                                                                   | Contient un (des) sample(s) de | Durée |
| --- | ----------------------------------------------------------------------- | --- | ----- |
| 1.  | Mr. Dream Merchant Intro                                                | Mr. Dream Merchant de Jerry Butler Dreams de The Game I'm Dreamin' de Christopher Williams Juicy de The Notorious B.I.G.                | 1:12  |
| 2.  | Shots (featuring Big Dho et Sean Price)                                 | Turn Off the Lights de Teddy Pendergrass And I Love Her de Bobby Womack                                                                 | 3:25  |
| 3.  | Merchants of Dreams (featuring Chaundon, L.E.G.A.C.Y., Skyzoo et Torae) | Love at First Sight des Stylistics Microphone Fiend d'Eric B. & Rakim Crooklyn des Crooklyn Dodgers                                     | 3:43  |
| 4.  | Brooklyn in My Mind (featuring Mos Def, Memphis Bleek et Jean Grae)     | Love to Keep You in My Mind de Curtis Mayfield Juicy de The Notorious B.I.G. Go Stetsa I de Stetsasonic Crooklyn des Crooklyn Dodgers   | 4:25  |
| 5.  | Sunday (featuring Chaundon et Keisha Shontelle)                         | Back in the Day d'Ahmad Wings of My Love de Michael Jackson                                                                             | 4:50  |
| 6.  | Baking Soda (featuring Treal)                                           | | 4:19  |
| 7.  | Reminisce (featuring Novej et Big Remo the Great)                       | Whatever Goes Around de Jerry Butler Walkin' in the Rain With the One I Love de Danny Pearson                                           | 4:54  |
| 8.  | Not Time to Chill (featuring Little Brother)                            | | 3:01  |
| 9.  | It Ain't Over (featuring Jozeemo et Tyler Woods)                        | | 2:54  |
| 10. | The Last Time (featuring Royce da 5'9", Vandalyzm et Naledge)           | The Weight de Diana Ross et The Supremes                                                                                                | 5:09  |
| 11. | Saved (featuring Saigon et Joe Scudda)                                  | Can We Come and Share in Love de Joe Simon Murder Was the Case (Death After Visualizing Eternity) de Snoop Dogg featuring Daz Dillinger | 3:04  |
| 12. | The Milky Lowa (featuring Camp Lo)                                      | Together We Can Make Such Sweet Music des Spinners                                                                                      | 3:35  |
| 13. | Backlash (featuring Buckshot et Sean Boog)                              | Feet Don't Fail Me de Denise LaSalle | 4:16  |
| 14. | Thank You (featuring D.O.X. et O-Dash)                                  | | 3:57  |
| 15. | Let It Bang (featuring Ness & Skyzoo)                                   | | 3:48  |
| 16. | What Makes A Man (featuring Buddy Klein et Rapper Big Pooh)             | Woman de James Brown | 3:13  |

| 17. | Special (Remix) (featuring Strange Fruit Project et Median) | Touch des Jackson Five | 3:24 |
| 18. | You Wanna (featuring NBS)                                   |                        | 4:09 |